# Dictyonellidae
Famille
Les Dictyonellidae sont une famille de spongiaires de l'ordre Bubarida vivant en  eau de mer.

## Liste des genres
Selon World Register of Marine Species (6 février 2021) :
- genre Acanthella Schmidt, 1862
- genre Dictyonella Schmidt, 1868
- genre Lipastrotethya de Laubenfels, 1954
- genre Phakettia de Laubenfels, 1936
- genre Rhaphoxya Hallmann, 1917
- genre Tethyspira Topsent, 1890

## Publication originale
- (en) R. W. M. Van Soest, Maria Cristina Díaz et Shirley A. Pomponi, « Phylogenetic classification of the halichondrids (Porifera, Demospongiae) », Beaufortia, NBC, vol. 40, no 2,‎ 1990, p. 15-62 (ISSN 0067-4745, lire en ligne).